# Gaedia distincta
Gaedia distincta là một loài ruồi trong họ Tachinidae.